# Орлики
Орлики де Лазіски — чеський, моравський (баронський, потім графський), польський рід гербу «Новина».
Перший відомо зафіксований представник роду відноситься до 1256 року. У XV столітті (під час гуситських війн) один з представників роду втік до Польщі. Ймовірно це був Сигізмунд Орлик або його син Петро, що належали до таборитів. Еміграція до Польщі ймовірно сталося після 1434 року після перемоги чашників на чолі із Їржі з Подєбрад.
У 1540-х роках виокремилася мазовецька гілка, що припинила своє існування напочатку XVII ст. 1587 року внаслідок поразки прихильників Габсбургів, один з представників роду перебрався до Моравії. Його нащадки стали баронами, а потім графами. Вона припила своє існування у 1811 році.
Старша польська гілка на початку XVII ст. осіла в Білорусі. Саме у Білорусі в селі Косуті поблизу Ошмян 21 жовтня 1672 народився Пилип Орлик, якому судилося стати наступником Мазепи, гетьманом України і першим політичним емігрантом в модерній українській історії.
Польська дослідниця Галіна Ковальська стверджувала: родовим маєтком роду Станіслава Орлика гербу Новина (очільника старшої польської гілки) були Лазіська (пол. Łaziska) в Сандомирській землі, а не Лазіська поблизу Вельких Стшельц; представники роду перебували на службі в короля Сигізмунда І Старого. Також вона заперечувала походження його роду з Чехії.

## Представники
- Миколай (д/н — 1534), королівський дворянин, ложничий королівський
  - Станіслав (пом. 1559) — писар польний коронний, жупник Руського воєводства, може, син королівського постільничого ; дружина Катерина (з Коморовських) — прадід і прабаба Пилипа Орлика, поховані в костелі Святого Станіслава в Кракові[1].
    - Ян Кшиштоф (пом. 1592) — підчаший сандомирський; чоловік Беати[4], доньки подільського воєводи Ян Бучацького-Творовського[5][6]
      - Стефан (пом. 1636)
        - Стефан (Степан) — шляхтич-католик, батько Пилипа, 1673 року загинув у бою з турками під Хотином, коли синові не було й року. Мати — Ірина Орлик з роду Малаховських.
          - Пилип, одружився з Ганною Герцик, донькою полковника Павла Герцика
            - Григор (Григорій Пилипович Орлик, фр. du Comte Grégoire Orlyk, 5 листопада 1702 — 14 листопада 1759) — син Пилипа Орлика, державний і військовий діяч Франції, граф, генерал-поручник, довірена особа короля Людовика XV, одружений з графинею Елен Дентевіль (дітей не мали).
            - Анастасія Теодора Орлик — донька Пилипа й Ганни Орликів. Влітку 1723 року вийшла заміж за Йогана Стенфлюкта у Гурі (Гухрау) у Сілезії.
              - Карл Густав Стенфлюкт — онук Пилипа Орлика, лейтенант Королівського польського піхотного полку.

            - Орлик Варвара — донька Пилипа й Ганни Орликів.
            - Яків — син Пилипа й Анни Орликів; трагічно загинув у юному віці у Вроцлаві 1721 року

    - Станіслав (д/н — 1607), син Станіслава, писаря коронного. Прихильник претендента Максиміланна III Австрійського. емігрував до Моравії 1587 року
      - Самійло Станислав (д/н—1659), власник маєтків біля Пресбургу
        - Єва Софія (1638—д/н)
        - Дорота Ельжбета (1654—д/н)

      - Петро Бонавентура (д/н—1645), францисканець
      - Онджей (д/н—1642), каноник Оломоуца
      - Ян Криштоф (д/н—1644), фрайгер з 1624 року, мундшенк (радник) оломоуцького єпископа-кардинала Франца фон Дітрихштейна
        - Міколаш Фелікс (д/н—1660 або 1668), дружина — Поліксена Подштацька з Прусинович
        - Станіслав Єронім (д/н—1669), фрайгер
          - Петро Леопольд (1649—1727), фрайгер, мешканець Вроцлава, де 1721 року особисто познайомився з Пилипом Орликом[1].
            - Карел Франтішек (1695—1770), граф з 1753 року, земський гетьман
              - Карел Фридрих (1733—1786), генерал-майор
              - Гундемар (1734—1760), очільник роти гренадерського полку № 53, загинув у Семирічну війну
              - Ян Непомук (1738—1783)
              - Ян Кржтитель Ойген (1747/1750—1811), полковник

          - Фратішек Єронім (1652—1689), загинув у Віденській битві

  - Ян
  - Анджей (д/н — до 1568),
    - Пйотр і Ян — засновники гліки в Радомському повіті — власників Волі Орликовської[7]